# Romy Schneider
Romy Schneider, rozená Rosemarie Magdalena Albach-Retty (23. září 1938 Vídeň – 29. května 1982 Paříž), byla německo-francouzská herečka narozená ve Vídni, držitelka dvou Césarů za nejlepší ženský herecký výkon. Známou se stala hlavní rolí ve filmové trilogii Sissi o rakouské císařovně a uherské královně Alžbětě Bavorské.

## Osobní život
Pocházela z herecké rodiny, její matka Magda Schneiderová i otec Wolf Albach-Retty byli herci. Na svět přišla ve Vídni. Protože tehdy bylo Rakousko po anšlusu součástí nacistické Velkoněmecké říše, získala automaticky německé státní občanství. Již o tři týdny později, v říjnu 1938, se však její rodina přestěhovala z Vídně do Schönau am Königssee, kde Romy vyrůstala u svých prarodičů Marie a Franze Xaviera Schneiderových ve venkovské vile „Mariengrund“. V září roku 1949 se její rodiče rozvedli. V sedmi letech odešla do internátu v Goldensteinu poblíž Salcburku, odkud odešla v roce 1953.
Její bratr se jmenoval Wolf Dieter (* 1941). Druhý muž její matky přišel do manželství s třemi dalšími dětmi. Když jí bylo patnáct let, její matka Magda se znovu provdala za Hanse Herberta Blatzheima. Ten se jí snažil nahradit otce, ale později byly jejich vztahy spíše nepřátelské. Její dcera jej nejdříve označovala jako „Daddy“, později jako „druhého muže mojí matky“.
V roce 1959 bylo oznámeno její zasnoubení s francouzským hercem Alainem Delonem, začala s ním žít v Paříži. V roce 1963 došlo k jejich rozchodu a herečka se pokusila o demonstrativní sebevraždu.
V létě roku 1966 se poprvé provdala – za německého herce a režiséra Harryho Meyena, v prosinci se jim narodil syn David. Koncem roku 1972 se toto manželství ocitlo v troskách, jejich rozvodové řízení bylo ale ukončeno až v roce 1975. Už v prosinci téhož roku uzavřela nový sňatek se svým důvěrníkem, tajemníkem a řidičem Danielem Biasinim, byl o devět let mladší než ona. V létě roku 1977 se jim narodila dcera Sarah Magdalena, ta je velmi podobná své matce. Ale i toto manželství vydrželo pouze do roku 1981, v době své smrti žila s lékařem Laurentem Pétinem.
Herečka byla silná kuřačka. V létě 1981 si přivodil smrtelný úraz její jediný, tehdy čtrnáctiletý, syn David. Při přelézání plotu se nabodl na jeden z ocelových sloupků a vykrvácel po přetětí stehenní tepny. Jeho smrt měla na herečku silný dopad. Dne 29. května 1982 byla ve věku 43 let nalezena mrtvá v pařížském bytě. Předpokládalo se, že si vzala smrtelnou dávku léků a alkoholu. Pitva uvedla jako příčinu smrti infarkt myokardu. Je pohřbena ve francouzské obci Boissy-sans-Avoir v hrobě pod jménem Rosemarie Albach. Krátce po její smrti nechal Alain Delon přemístit ostatky jejího syna Davida do stejné hrobky.

## Herecká kariéra

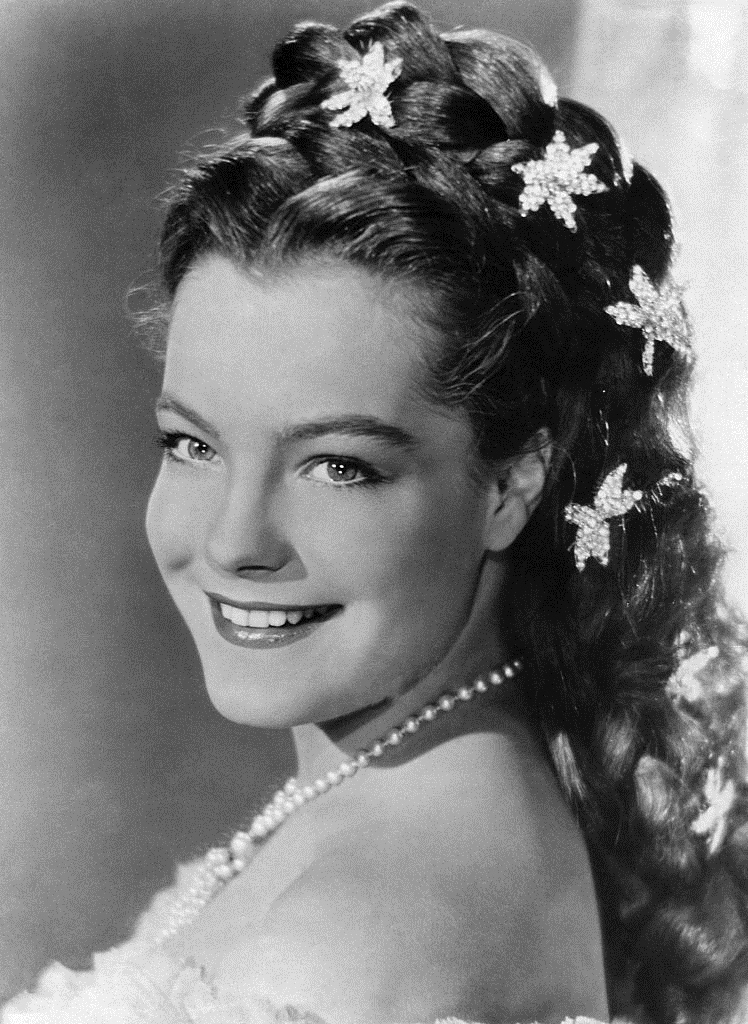
Romy Schneider jako Alžběta Bavorská ve filmu Sissi, 1955

Po maturitě v roce 1953 se poprvé objevila ve filmu Šeříky až bílé začnou kvést, následoval film Ohňostroj a film Mládí královny Viktorie a snímek Hudba pro císaře. Následovala trojice nejznámějších a nejslavnějších filmů – letech 1956 a 1957 se objevila mimo jiné ve třech filmech o rakouské císařovně Alžbětě Bavorské (Sissi; Sissi, mladá císařovna; Sissi, císařovnina osudná léta) po boku Karlaheinze Böhma. Při natáčení filmu Robinson nemá zemřít se zamilovala do Horsta Buchholze. Za svůj život se vypravila dvakrát do Hollywoodu, ale ani jednou nedosáhla výraznějšího úspěchu, protože hrála v několika nepovedených komediích. V roce 1957 se tak stalo na pozvání studia Walta Disneye.
V roce 1958 se odstěhovala za svým partnerem hercem Alainem Delonem do Paříže a začala zde svoji druhou hereckou kariéru, tentokrát ve francouzské kinematografii. Zde posléze získala celkem dvě francouzské filmové ceny César (1976 a 1978). O tom, že její francouzská kariéra byla úspěšná, svědčí i fakt, že sami Francouzi ji považuji za francouzskou herečku. Vznikla také filmová Cena Romy Schneider – francouzské filmové ocenění udělované mladým talentovaným a nadějným herečkám.
Šest let žila s hercem Alainem Delonem. Setkala se s ním mnohokrát i před filmovou kamerou. Za svého velkého přítele a učitele označovala režiséra Luchina Viscontiho, s ním natočila filmy Boccaccio 70, Ludvík II. (v tomto snímku z roku 1972 hrála opět roli císařovny Sissi) a který v Paříži režíroval divadelní kus Škoda, že je děvka. Kromě tohoto představení hrála v Rackovi, se kterým procestovala sedm zemí. Ve filmech Stará puška v roce 1975 a Žena u okna z roku 1976 se setkala s Philippem Noiretem, ve filmu Anděl na zemi s Jeanem-Paulem Belmondem a Michele Mercierovou, v několika filmech s Yvesem Montandem. S režisérem Orsonem Wellesem spolupracovala na filmu Proces s Anthonym Perkinsem a Jeanne Moreauovou v roce 1962.
V roce 1964 se při natáčení filmu Co je nového, kočičko? setkala s Peterem Sellersem, Peterem O'Toolem, Woody Allenem a Ursulou Andressovou. Ve filmu Pokrevní příbuzní z roku 1979 se setkala také s Audrey Hepburnovou a Omarem Sharifem, ve filmu Přízrak lásky z roku 1980 s Marcellem Mastroiannim. Za roli ve filmu Důležité je milovat obdržela v roce 1974 Césara pro nejlepší herečku, za roli ve snímku Docela obyčejný příběh obdržela v roce 1979 cenu Davida di Donatella i Césara. Posledním jejím filmem byl snímek Poutnice ze Sans-Sousi natočený v říjnu 1981.

## Filmografie
| Název                         | Rok  | Role                          | Režie                                      |
| ----------------------------- | ---- | ----------------------------- | ------------------------------------------ |
| Šeříky až bílé začnou kvést   | 1953 | Evchen Förster                | Hans Deppe                                 |
| Mládí královny Viktorie       | 1954 | princezna / královna Viktorie | Ernst Marischka                            |
| Ohňostroj                     | 1954 | Anna Oberholzer               | Paul Burkhard, Erik Charell, Kurt Hoffmann |
| Poslední štace                | 1955 | Niddy Hoevelmann              | Harald Braun                               |
| Hudba pro císaře              | 1955 | Stanzi Hübner                 | Ernst Marischka                            |
| Sissi                         | 1955 | Sissi                         | Ernst Marischka                            |
| Kitty a velký svět            | 1956 | Kitty Dupont                  | Alfred Weidenmann                          |
| Sissi, mladá císařovna        | 1956 | Sissi                         | Ernst Marischka                            |
| Sissi, osudová léta císařovny | 1957 | Sissi                         | Ernst Marischka                            |
| Robinson nemsí zemřít         | 1957 | Maud                          | Josef von Báky                             |
| Miláček z Paříže              | 1957 | Anne-Claire Jouvain           | Helmut Käutner                             |
| Poloněžná                     | 1958 | Nicole                        | Rolf Thiele                                |
| Scampolo                      | 1958 | Scampolo                      | Alfred Weidenmann                          |
| Děvčata v uniformě            | 1958 | Manuela von Meinhardis        | Géza von Radványi                          |
| Kristýna                      | 1958 | Christine Weiring             | Pierre Gaspard-Huit                        |
| Káťa                          | 1959 | Káťa                          | Robert Siodmak                             |
| Krásná lhářka                 | 1959 | Fanny Emmetsrieder            | Axel von Ambesser                          |
| Anděl na zemi                 | 1959 | letuška / anděl               | Géza von Radványi                          |
| V plném slunci                | 1960 | Freddiho kolegyně             | René Clément; neuvedena v titulcích        |
| Poslání Lysistraty            | 1961 | Myrrhine / Uschi              | Fritz Kortner; televizní film              |
| Boccaccio '70                 | 1961 | Pupe                          | Luchino Visconti                           |
| Boj na ostrově                | 1962 | Anne                          | Alain Cavalier                             |
| Proces                        | 1962 | Leni                          | Orson Welles                               |
| Vítězové                      | 1962 | Regine                        | Carl Foreman                               |
| Kardinál                      | 1963 | Annemarie von Hartman         | Otto Preminger                             |
| Dobrý přítel Sam              | 1964 | Janet Lagerlof                | David Swift                                |
| Peklo                         | 1964 | Odette                        | Henri-Georges Clouzot                      |
| Láska u moře                  | 1965 | hvězda                        | Guy Gilles                                 |
| Paris brûle-t-il?             | 1965 | vystřižená scéna              | René Clément                               |
| Co je nového, kočičko?        | 1965 | Carole Werner                 | Clive Donner                               |
| Je léto, půl jedenácté večer  | 1966 | Claire                        | Jules Dassin                               |
| Zlodějka                      | 1966 | Julia Kreuz                   | Jean Chapot                                |
| Trojitý kříž                  | 1966 | hraběnka                      | Terence Young                              |
| Otley                         | 1968 | Imogen                        | Dick Clement                               |
| Bazén                         | 1969 | Marianne                      | Jacques Deray                              |
| Kalifka                       | 1970 | Irene Corsini                 | Alberto Bevilacqua                         |
| Věci života                   | 1970 | Hélène                        | Claude Sautet                              |
| Můj milenec, můj syn          | 1970 | Francesca Anderson            | John Newland                               |
| Kdo?                          | 1970 | Marina                        | Léonard Keigel                             |
| Bloomfield                    | 1971 | Nira                          | Richard Harris                             |
| Zavraždění Trockého           | 1971 | Gita Samuels                  | Joseph Losey                               |
| Max a rváči                   | 1971 | Lily                          | Claude Sautet                              |
| César a Rosalie               | 1972 | Rosalie                       | Claude Sautet                              |
| Ludvík II.                    | 1972 | Alžběta Rakouská              | Luchino Visconti                           |
| Vlak                          | 1973 | Anna Kupfer                   | Pierre Granier-Deferre                     |
| Láska v dešti                 | 1974 | Elizabeth                     | Jean-Claude Brialy                         |
| Ďábelská trojice              | 1974 | Philomena Schmidt             | Francis Girod                              |
| Důležité je milovat           | 1974 | Nadine Chevalier              | Andrzej Żuławski                           |
| Vrtohlavá ovce                | 1974 | Roberte Groult                | Michel Deville                             |
| Stará puška                   | 1975 | Clara Dandieu                 | Robert Enrico                              |
| Nevinní se špinavýma rukama   | 1975 | Julie Wormser                 | Claude Chabrol                             |
| Mado                          | 1976 | Hélène                        | Claude Sautet                              |
| Žena u okna                   | 1976 | Margot Santorini              | Pierre Granier-Deferre                     |
| Skupinový portrét s dámou     | 1977 | Leni Gruyten                  | Aleksandar Petrović                        |
| Docela obyčejný příběh        | 1978 | Marie                         | Claude Sautet                              |
| Pokrevní příbuzní             | 1979 | Hélène Martin                 | Terence Young                              |
| Světlo ženy                   | 1979 | Lydia                         | Costa-Gavras                               |
| Smrt v přímém přenosu         | 1979 | Katherine Mortenhoe           | Bertrand Tavernier                         |
| Bankéřka                      | 1980 | Emma Eckhert                  | Francis Girod                              |
| Přízrak lásky                 | 1981 | Anna Brigatti Zighi           | Dino Risi                                  |
| Svědek                        | 1981 | Chantal Martinaud             | Claude Miller                              |
| Poutnice ze Sans-Souci        | 1982 | Elsa Wiener/Lina Baumstein    | Jacques Rouffio                            |